# McGregor (Sudafrica)
McGregor è una cittadina sudafricana situata nella municipalità distrettuale di Cape Winelands nella provincia del Capo Occidentale.

## Geografia fisica
La cittadina sorge a circa 45 chilometri a sud-est della città di Worcester.